# Rhabdomastix almorae
Rhabdomastix almorae är en tvåvingeart som beskrevs av Alexander 1960. Rhabdomastix almorae ingår i släktet Rhabdomastix och familjen småharkrankar. Inga underarter finns listade i Catalogue of Life.